# Benvenuto (Laura Pausini)
Benvenuto è un brano musicale della cantante italiana Laura Pausini. È il primo singolo che anticipa l'uscita dell'album Inedito, trasmesso in radio dal 12 settembre 2011.

## Il brano
Il titolo e la copertina del singolo vengono resi noti attraverso il sito Internet di Laura Pausini l'11 agosto 2011; i primi trenta secondi e il testo il 10 settembre 2011; il giorno dopo il brano viene presentato per la prima volta dal vivo al PalaCredito di Romagna di Forlì durante il The Red Carpet Party, il raduno organizzato per gli iscritti al fanclub ufficiale dell'artista. Viene eseguito dal vivo per la seconda volta il 9 novembre 2011 durante il programma televisivo Chiambretti Muzik Show dedicato all'artista, condotto da Piero Chiambretti e in onda in prima serata su Italia 1 l'11 novembre 2011.
La musica è composta da Laura Pausini e Paolo Carta; il testo è scritto da Laura Pausini e Niccolò Agliardi; l'adattamento spagnolo è di Badia, la produzione è di Laura Pausini e Paolo Carta. La canzone viene tradotta in lingua spagnola con il titolo Bienvenido, inserita nell'album Inédito ed estratta come primo singolo in Spagna e in America Latina.
La canzone inizia con un assolo di batteria, seguito dal pianoforte, che introducono il cantato di Laura Pausini. Contiene riferimenti agli eventi attuali, cercando di iniettare coraggio e ottimismo nonostante la presenza della crisi economica che ha colpito tutto il mondo, e in altri versetti del testo riferimenti più personali, riguardanti la vita privata dell'artista.
L'assolo iniziale della batteria è stato subito accusato di essere un plagio da I Know There's Something Going On del 1983 di Frida. Pausini ha ammesso di aver tratto ispirazione da quel brano, eseguito da Phil Collins, e che la canzone è nata proprio dopo aver partecipato ad un concerto di beneficenza a Ginevra, organizzato da lui, per celebrare il decimo anniversario dell'Associazione Little Dreams Foundation.

## Il video
Il videoclip (in lingua italiana e spagnola) è stato diretto dal regista Gaetano Morbioli e girato il 26 e il 27 luglio 2011 tra Amsterdam e Amstelveen in una spiaggia e all'Arena Park. Durante le riprese, i lavori sono stati disturbati dai numerosi paparazzi richiamati dall'evento, al punto che è stato necessario l'intervento delle autorità olandesi per completare il video. Per il video sono stati scelti dal regista due protagonisti appartenenti al fanclub ufficiale Laura4U dell'artista e undici comparse in possesso di un biglietto di tappa europea dell'Inedito World Tour 2011-2012. Si sono inoltre aggiunti coloro che si presentavano durante le riprese.
Il videoclip richiama i grandi raduni agli hippie degli anni sessanta, come il Festival di Woodstock.
I primi 30 secondi del videoclip in lingua italiana vengono trasmessi in anteprima il 24 settembre 2011 sul TG1 di Rai 1; il videoclip completo viene reso disponibile il 26 settembre 2011 sul sito Internet del quotidiano Corriere della Sera e dal 27 settembre 2011 in rotazione su tutti i canali musicali. Il videoclip in lingua spagnola viene reso disponibile il 28 settembre 2011 sul canale YouTube della Warner Music Italia. Al 18 novembre 2011 il videoclip in lingua italiana registra oltre 9.500.000 visualizzazioni sul canale YouTube della Warner Music Italia.
Viene realizzato anche il Making of the video di Benvenuto e reso disponibile sul canale YouTube di Laura Pausini il 12 ottobre 2011.
I videoclip di Benvenuto e Bienvenido vengono inseriti negli album Inedito - Special Edition e Inédito - Special Edition del 2012.

## Tracce
CDS - Promo Warner Music Italia
1. Benvenuto

CDS - Promo Warner Music Colombia
1. Bienvenido

Download digitale
1. Benvenuto
2. Bienvenido

## Pubblicazioni
Benvenuto e Bienvenido vengono inserite in una versione rimasterizzata negli album 20 - The Greatest Hits e 20 - Grandes Exitos del 2013.
Benvenuto viene inserita nella compilation tripla Radio Italia Gold Edition, pubblicata da Radio Italia il 17 aprile 2015 e in una versione Live (Medley Acustico video) nel DVD di Fatti sentire ancora/Hazte sentir más del 2018.

## Formazione
- Laura Pausini: voce, cori
- Paolo Carta: chitarra, programmazione, cori
- Nathan East: basso
- Steve Ferrone: batteria
- Bruno Zucchetti: tastiera, organo Hammond, programmazione, pianoforte
- Niccolò Agliardi: cori
- Rosaria Sindona: cori
- Marzia Gonzo: cori
- B.I.M. Orchestra: orchestra

## Riconoscimenti e nomination
Con Bienvenido Laura Pausini riceve a novembre 2011 una nomination al Premio Lo Nuestro 2012 nella categoria Video dell'anno e a marzo 2012 una nomination ai Premios Juventud nella categoria Mio video preferito.

## Classifiche
| Classifica (2011)         | Posizione massima |
| ------------------------- | ----------------- |
| Belgio (Vallonia)         | 58                |
| Italia                    | 1                 |
| Italia (airplay)          | 3                 |
| Italia (airplay italiane) | 5                 |
| Spagna                    | 15                |
| Stati Uniti (latin)       | 41                |
| Stati Uniti (latin pop)   | 15                |
| Svizzera                  | 49                |

## Colonna sonora
Nel 2011 Benvenuto viene utilizzato come colonna sonora della telenovela brasiliana Aquele beijo.

## Interpretazioni dal vivo e pubblicazioni
Benvenuto viene inserita in versione Live nell'album Inedito - Special Edition del 2012 (video).
A novembre 2011 Laura Pausini esegue Bienvenido in versione Live accompagnata al pianoforte dal pianista statunitense Arthur Hanlon al Forte San Cristóbal di Porto Rico allo speciale televisivo Encanto del Caribe che viene pubblicata sul CD-DVD di Arthur Hanlon Encanto del Caribe Arthur Hanlon & Friends del 2012 (audio e video). Viene inoltre inserita sempre in versione Live  nell'album Inédito - Special Edition del 2012 (video).